# Фінал Кубка Стенлі 2017

Фінал Кубка Стенлі 2017 (англ. Stanley Cup Finals) — 124-й загалом фінал Кубка Стенлі та сезону 2016–2017 у НХЛ між командами «Піттсбург Пінгвінс» та «Нашвілл Предаторс». Фінальна серія стартувала 29 травня в Піттсбурзі, а фінішувала 11 червня перемогою «Піттсбург Пінгвінс».
У регулярному чемпіонаті «Піттсбург» фінішували другими в Столичному дивізіоні Східної конференції набравши 111 очок, а «Предаторс» посіли четверте місце в Центральному дивізіоні Західної конференції з 94 очками й пройшли в плей-оф завдяки вайлд-кард.
У фінальній серії перемогу здобули «Піттсбург Пінгвінс» 4:2. Приз Кона Сміта (найкращого гравця фінальної серії) отримав капітан «Пінгвінів» Сідні Кросбі.
«Піттсбург Пінгвінс» став першим клубом з сезону 1997–1998, якому вдалось завоювати Кубок Стенлі два роки поспіль.

## Шлях до фіналу
| Західна конференція     |          |                 |                   |                                      |
| Стадія                  | Суперник | Суперник        | Загальний рахунок | Результати матчів                    |
| Чвертьфінал конференції | Ц1       | Чикаго Блекгокс | 4 : 0             | 1:0, 5:0, 3:2 (ОТ), 4:1              |
| Півфінал конференції    | Ц3       | Сент-Луїс Блюз  | 4 : 2             | 4:3, 2:3, 3:1, 2:1, 1:2, 3:1         |
| Фінал конференції       | Т1       | Анагайм Дакс    | 4 : 3             | 3:2(ОТ), 3:5, 2:1, 2:3(ОТ), 3:1, 6:3 |

| Східна конференція      |          |                      |                   |                                           |
| Стадія                  | Суперник | Суперник             | Загальний рахунок | Результати матчів                         |
| Чвертьфінал конференції | С3       | Коламбус Блю Джекетс | 4 : 1             | 3:1, 4:1, 5:4(ОТ), 4:5, 5:2               |
| Півфінал конференції    | С1       | Вашингтон Кепіталс   | 4 : 3             | 3:2, 6:2, 2:3(ОТ), 3:2, 2:4, 2:5, 2:0     |
| Фінал конференції       | А2       | Оттава Сенаторс      | 4 : 3             | 1:2(ОТ), 1:0, 1:5, 3:2, 7:0, 1:2, 3,2(ОТ) |

## Арени
| Нашвілл           | PPG Paints-арена Бріджстоун-аренаclass=notpageimage\| Арени фіналу Кубка Стенлі 2017 | Піттсбург         |
| Бріджстоун-арена  | PPG Paints-арена Бріджстоун-аренаclass=notpageimage\| Арени фіналу Кубка Стенлі 2017 | PPG Paints-арена  |
| Місткість: 17 113 | PPG Paints-арена Бріджстоун-аренаclass=notpageimage\| Арени фіналу Кубка Стенлі 2017 | Місткість: 18 387 |
|                   | PPG Paints-арена Бріджстоун-аренаclass=notpageimage\| Арени фіналу Кубка Стенлі 2017 |                   |

## Серія
| 29 травня 2017 20:00 | Піттсбург Пінгвінс | 5 : 3 (3:0, 0:1, 2:2) | Нашвілл Предаторс | PPG Paints-арена, Піттсбург Глядачів: 18 618 |

| Протокол                                                                                           | Протокол    | Протокол                                                         | Протокол    | Протокол |
| -------------------------------------------------------------------------------------------------- | ----------- | ---------------------------------------------------------------- | ----------- | -------- |
| | Метт Мюррей | Голкіпери                                                        | Пекка Рінне |          |
| Євген Малкін (15:32) Конор Ширі (16:37) Нік Боніно (19:43) Джейк Генцел (56:43) Нік Боніно (58:58) |             | Раян Елліс (28:21) Колтон Сіссонс (50:06) Фредерік Гудро (53:29) |             |          |
| 6 хв.                                                                                              | Вилучення   | 6 хв.                                                            |             |          |
| 12                                                                                                 | Кидки       | 26                                                               |             |          |

| 31 травня 2017 20:00 | Піттсбург Пінгвінс | 4 : 1 (1:1, 0:0, 3:0) | Нашвілл Предаторс | PPG Paints-арена Глядачів: 18 643 |

| Протокол                                                                            | Протокол    | Протокол             | Протокол                                       | Протокол |
| ----------------------------------------------------------------------------------- | ----------- | -------------------- | ---------------------------------------------- | -------- |
|                                                                                     | Метт Мюррей | Голкіпери            | 00:00-43:28 Пекка Рінне 43:28-60:00 Юусе Сарос |          |
| Джейк Генцел (16:36) Джейк Генцел (40:10) Скотт Вілсон (43:13) Євген Малкін (43:28) |             | Понтус Оберг (12:57) |                                                |          |
| 15 хв.                                                                              | Вилучення   | 19 хв.               |                                                |          |
| 27                                                                                  | Кидки       | 38                   |                                                |          |

| 3 червня 2017 20:00 | Нашвілл Предаторс | 5 : 1 (0:1, 3:0, 2:0) | Піттсбург Пінгвінс | Бріджстоун-арена, Нашвілл Глядачів: 17 283 |

| Протокол                                                                                                | Протокол    | Протокол             | Протокол    | Протокол |
| --- | ----------- | -------------------- | ----------- | -------- |
| | Пекка Рінне | Голкіпери            | Метт Мюррей |          |
| Роман Йозі (25:51) Фредерік Гудро (26:33) Джеймс Ніл (39:37) Крейг Сміт (44:54) Маттіас Екгольм (53:10) |             | Джейк Генцел (02:46) |             |          |
| 34 хв.                                                                                                  | Вилучення   | 44 хв.               |             |          |
| 33 | Кидки       | 28                   |             |          |

| 5 червня 2017 20:00 | Нашвілл Предаторс | 4 : 1 (1:1, 2:0, 1:0) | Піттсбург Пінгвінс | Бріджстоун-арена Глядачів: 17 260 |

| Протокол                                                                                     | Протокол    | Протокол             | Протокол    | Протокол |
| -------------------------------------------------------------------------------------------- | ----------- | -------------------- | ----------- | -------- |
|                                                                                              | Пекка Рінне | Голкіпери            | Метт Мюррей |          |
| Калле Єрнкрук (14:51) Фредерік Гудро (23:45) Віктор Арвідссон (33:08) Філіп Форсберг (56:37) |             | Сідні Кросбі (15:57) |             |          |
| 8 хв.                                                                                        | Вилучення   | 6 хв.                |             |          |
| 26                                                                                           | Кидки       | 24                   |             |          |

| 8 червня 2017 20:00 | Піттсбург Пінгвінс | 6 : 0 (3:0, 3:0, 0:0) | Нашвілл Предаторс | PPG Paints-арена Глядачів: 18 605 |

| Протокол | Протокол    | Протокол  | Протокол                                       | Протокол |
| --- | ----------- | --------- | ---------------------------------------------- | -------- |
| | Метт Мюррей | Голкіпери | 00:00-20:00 Пекка Рінне 20:00-60:00 Юусе Сарос |          |
| Джастін Шульц (01:31) Браян Раст (06:43) Євген Малкін (19:49) Конор Ширі (21:19) Філ Кессел (28:02) Рон Гейнсі (36:40) |             |           |                                                |          |
| 42 хв. | Вилучення   | 58 хв.    |                                                |          |
| 24 | Кидки       | 24        |                                                |          |

| 11 червня 2017 20:00 | Нашвілл Предаторс | 0 : 2 (0:0, 0:0, 0:2) | Піттсбург Пінгвінс | Бріджстоун-арена Глядачів: 17 565 |

| Протокол | Протокол    | Протокол                                      | Протокол    | Протокол |
| -------- | ----------- | --------------------------------------------- | ----------- | -------- |
|          | Пекка Рінне | Голкіпери                                     | Метт Мюррей |          |
|          |             | Патрік Гернквіст (58:25) Карл Гагелін (59:46) |             |          |
| 0 хв.    | Вилучення   | 8 хв.                                         |             |          |
| 25       | Кидки       | 31                                            |             |          |

| Володар Кубка Стенлі 2017       |
| ------------------------------- |
| Піттсбург Пінгвінс п'ятий титул |

## Володарі Кубка Стенлі
| Володарі Кубка Стенлі Піттсбург Пінгвінс | Воротарі: Марк-Андре Флері, Метт Мюррей Захисники: Оллі Мяяття, Джастін Шульц, Тревор Дейлі, Браян Дюмулін, Іан Коул, Рон Гейнсі, Марк Штрайт Нападники: Метт Каллен, Нік Боніно, Кріс Кунітц, Браян Раст, Скотт Вілсон, Картер Рауні, Конор Ширі, Сідні Кросбі (К), Джош Арчібальд, Джейк Генцел, Карл Гагелін, Євген Малкін, Патрік Гернквіст, Філ Кессел, Том Кюнгакль Головний тренер: Майк Салліван Генеральний менеджер: Джим Резерфорд |